# Adelajda Brabantska
Adelajda (Alisa, Alix; Alisa Leuvenska) bila je bulonjska grofica vladarica. Bila je kći Henrika I., vojvode Brabanta i gospe Matilde te nećakinja bulonjske grofice Ide.
Adelajdin prvi muž bio je Arnoul III., grof Looza. Udovica Adelajda preudala se za Vilima X. od Auvergnea u veljači 1225. godine; ovo su djeca:
- Robert V., grof Auvergnea
- Marija – supruga lorda Gauthiera VI. Berthouta od Malinesa
- Matilda – supruga Roberta II. Clermontskog

Adelajdin je treći muž bio Arnold II. od Wezemaala.
Godine 1259., umrla je Adelajdina bliska rođakinja Matilda II., bulonjska grofica, koju je Adelajda naslijedila. Adelajdin je nasljednik bio Robert, sin kojega je Adelajda rodila drugom suprugu.